# Andra Nikolić
Andra Nikolić, né le 22 septembre 1853 à Belgrade et mort le 29 septembre 1918  à Paris, est un homme politique serbe, ministre des Affaires étrangères.

## Biographie
Andra Nikolić est le fils de Iovan Nikolitch et de Nathalie Popovitch et l'époux de Mila Dimitch.
Écrivain, journaliste et diplomate, il est membre du Parti radical du peuple de Serbie.
Il est ministre secrétaire d'état au département des affaires étrangères, chevalier de l'ordre royal de l'Aigle blanc,
commandeur de l'ordre royal de Saint-Sava, grand officier dans l'ordre national de la Légion d'honneur.
Il fut député à la chambre serbe, président de la chambre serbe, ministre de Serbie à Paris.
Il est mort à Paris, au 3 de la rue de Castiglione, à l'âge de 65 ans.